# Thử thách cùng bước nhảy (mùa 5)
Mùa thứ năm của chương trình Thử thách cùng bước nhảy do Đài Truyền hình Thành phố Hồ Chí Minh và Đông Tây Promotion phối hợp sản xuất, được phát sóng từ ngày 12 tháng 11 năm 2016 đến ngày 21 tháng 1 năm 2017. Chí Thiện và Hoàng Yến Chibi là những người dẫn chương trình trong năm tập đầu tiên, tạm thời thay thế Trấn Thành vắng mặt vì lý do công việc. Kể từ tập thứ sáu cho đến hết mùa, Trấn Thành tiếp tục đảm nhiệm vị trí dẫn chương trình duy nhất. John Huy Trần và Khánh Thi là các giám khảo chính, bên cạnh các giám khảo khách mời thay đổi theo tuần.
Người chiến thắng của mùa này là Nguyễn Đăng Quân đến từ Hà Nội, cũng là nhà vô địch trẻ nhất trong lịch sử của chương trình khi mới 16 tuổi.

## Luật thi
Trong mùa này, vòng tuyển sinh giữa ban tổ chức và các thí sinh được tổ chức mở đối với công chúng tại tám thành phố (Vinh, Hải Phòng, Hà Nội, Đà Nẵng, Buôn Ma Thuột, Cần Thơ, Vũng Tàu và TP.HCM) với quy mô của một showcase (trình diễn dưới dạng tour).
Khác với những năm trước chỉ có 1 show mang tính chất giới thiệu – ra mắt top 20, không loại thí sinh thì năm nay con số này tăng lên 2. Kể từ show thứ 3 đến show thứ 5, chương trình bắt đầu loại mỗi tuần 2 thí sinh. 6 thí sinh có số lượng bình chọn từ khán giả thấp nhất ở show thứ 2 sẽ rơi vào vòng nguy hiểm ở cuối show 3. Khi có danh sách 6 thí sinh này, ban giám khảo quyết định giữ lại 2 thí sinh (1 nam, 1 nữ). 4 thí sinh còn lại phải thể hiện bài nhảy solo 30s để ban giám khảo tiếp tục giữ lại 2 thí sinh (1 nam, 1 nữ). Như vậy, 2 thí sinh còn lại sẽ nói lời chia tay, rời khỏi cuộc thi.
Riêng show thứ 6, top 14, các thí sinh sẽ trải qua các thử thách nhảy nhóm, nhảy đội và solo 30s để tranh suất vào top 10, đồng nghĩa sẽ có 4 thí sinh (2 nam, 2 nữ) bị loại cùng lúc. 
Kể từ top 10, các thí sinh được bắt cặp để tiếp tục thi đấu với 10 gương mặt nổi bật từ 4 mùa trước theo format All Star – Vũ công ngôi sao. Điểm mới này được thực hiện từ mùa thứ 4 nhằm giúp thí sinh có thêm những trải nghiệm mới, cũng như được truyền cảm hứng và nguồn năng lượng mới trên hành trình chinh phục ngôi vị Quán quân của chương trình.

## Phát sóng
Các tập phát sóng của Thử thách cùng bước nhảy được công chiếu vào lúc 21:00 thứ bảy hàng tuần trên các kênh HTV7, DRT1, VTVCab 1 - Giải Trí TV và HanoiTV1. Khác với mọi năm, cuộc thi mùa này chỉ có 11 tập, trong đó các đêm thi được ghi hình trước. Đêm chung kết trao giải được truyền hình trực tiếp vào ngày 21 tháng 1 năm 2017, và cũng là tập duy nhất được phát sóng trực tiếp. 

## Thí sinh

### Top 20

#### Nữ
| Thí sinh              | MSBC | Tuổi | Quê quán  | Thể loại nhảy      | Tập bị loại     | Thứ hạng |
| --------------------- | ---- | ---- | --------- | ------------------ | --------------- | -------- |
| Ngô Ngọc Trâm         | 1    | 24   | TP.HCM    | Jazz               | Bị loại ở tập 3 | Top 20   |
| Vũ Thị Hoàng Oanh     | 11   | 22   | TP.HCM    | Đương đại          | Bị loại ở tập 4 | Top 18   |
| Phạm Thùy Thiên Trang | 5    | 23   | TP.HCM    | Jazz               | Bị loại ở tập 5 | Top 16   |
| Huỳnh Thị Quế Anh     | 3    | 21   | Phú Yên   | Đương đại          | Bị loại ở tập 6 | Top 14   |
| Lưu Trúc Anh          | 9    | 22   | TP.HCM    | Hip-hop            | Bị loại ở tập 6 | Top 14   |
| Lucie Ngọc            | 13   | 16   | TP.HCM    | Latin              | Bị loại ở tập 7 | Top 10   |
| Trần Thị Kim Phụng    | 15   | 24   | TP.HCM    | Đương đại          | Bị loại ở tập 8 | Top 8    |
| Nguyễn Hồng Hạnh      | 19   | 22   | TP.HCM    | Đương đại          | Bị loại ở tập 9 | Top 6    |
| Nguyễn Thu Phương     | 7    | 18   | Yên Bái   | Dân gian đương đại | Chung kết       | Top 4    |
| Cao Thị Minh Phượng   | 17   | 25   | Khánh Hòa | Đương đại          | Chung kết       | Top 3    |

#### Nam
| Thí sinh                | MSBC | Tuổi | Quê quán  | Thể loại nhảy           | Tập bị loại     | Thứ hạng    |
| ----------------------- | ---- | ---- | --------- | ----------------------- | --------------- | ----------- |
| Đoàn Nhật Tài           | 6    | 24   | TP.HCM    | Jazz                    | Bị loại ở tập 3 | Top 20      |
| Hoàng Gia Huy           | 12   | 20   | Đà Nẵng   | Jazz                    | Bị loại ở tập 4 | Top 18      |
| Lương Bảo Duy           | 2    | 19   | TP.HCM    | Latin                   | Bị loại ở tập 5 | Top 16      |
| Ngô Trung Hiếu          | 4    | 29   | TP.HCM    | Popping                 | Bị loại ở tập 6 | Top 14      |
| Bùi Nguyễn Công Anh     | 10   | 25   | TP.HCM    | Jazz                    | Bị loại ở tập 6 | Top 14      |
| Hà Công Tuấn Anh        | 16   | 22   | TP.HCM    | Hip-hop                 | Bị loại ở tập 7 | Top 10      |
| Nguyễn Anh Cát Tường    | 20   | 17   | Hải Phòng | Hip-hop                 | Bị loại ở tập 8 | Top 8       |
| Nguyễn Hoàng Minh Thông | 18   | 24   | Cần Thơ   | Hip-hop                 | Bị loại ở tập 9 | Top 6       |
| Lê Minh Hiếu            | 14   | 16   | Đồng Nai  | Hip-hop                 | Chung kết       | Á quân      |
| Nguyễn Đăng Quân        | 8    | 16   | Hà Nội    | Hip-hop/Latin/Đương đại | Chung kết       | NHÀ VÔ ĐỊCH |

- Nguyễn Đăng Quân đã từng đăng quang Vietnam's Got Talent 2012 cùng Bảo Ngọc.
- Lê Minh Hiếu từng là thành viên nhóm nhảy anh em nhí Ba thiên thần lọt top 6 Got to Dance - Vũ Điệu Đam Mê 2013.

#### Kết quả
| Nữ | Nam | Nguy hiểm | Được cứu | Chấn Thương | Bỏ cuộc |

|                         | Tập 3     | Tập 4     | Tập 5     | Tập 6     | Tập 7     | Tập 8     | Tập 9   | Tập 11      |
| Thí sinh                | Kết quả   | Kết quả   | Kết quả   | Kết quả   | Kết quả   | Kết quả   | Kết quả | Kết quả     |
| ----------------------- | --------- | --------- | --------- | --------- | --------- | --------- | ------- | ----------- |
| Nguyễn Đăng Quân        |           |           | Được cứu  | Nguy hiểm | Nguy hiểm | Nguy hiểm | TOP 4   | Nhà vô địch |
| Lê Minh Hiếu            |           |           |           |           |           |           | TOP 4   | Á Quân      |
| Cao Thị Minh Phượng     |           |           | Nguy hiểm | Nguy hiểm |           |           | TOP 4   | Hạng ba     |
| Nguyễn Thu Phương       |           |           |           |           |           |           | TOP 4   | Hạng tư     |
| Nguyễn Hoàng Minh Thông |           |           |           |           |           |           | Loại    |             |
| Nguyễn Hồng Hạnh        |           | Được cứu  |           |           |           | Nguy hiểm | Loại    |             |
| Nguyễn Anh Cát Tường    | Nguy hiểm |           |           |           |           | Loại      |         |             |
| Trần Thị Kim Phụng      |           |           |           |           | Nguy hiểm | Loại      |         |             |
| Hà Công Tuấn Anh        |           |           | Nguy hiểm |           | Loại      |           |         |             |
| Lucie Ngọc              |           |           |           |           | Loại      |           |         |             |
| Bùi Nguyễn Công Anh     |           |           |           | Loại      |           |           |         |             |
| Lưu Trúc Anh            |           |           | Được cứu  | Loại      |           |           |         |             |
| Ngô Trung Hiếu          | Nguy hiểm | Nguy hiểm |           | Loại      |           |           |         |             |
| Huỳnh Thị Quế Anh       | Nguy hiểm |           |           | Loại      |           |           |         |             |
| Lương Bảo Duy           |           | Nguy hiểm | Loại      |           |           |           |         |             |
| Phạm Thùy Thiên Trang   | Nguy hiểm | Nguy hiểm | Loại      |           |           |           |         |             |
| Hoàng Gia Huy           |           | Loại      |           |           |           |           |         |             |
| Vũ Thị Hoàng Oanh       |           | Loại      |           |           |           |           |         |             |
| Đoàn Nhật Tài           | Loại      |           |           |           |           |           |         |             |
| Ngô Ngọc Trâm           | Loại      |           |           |           |           |           |         |             |

## Thể loại nhảy qua các đêm thi
| Thí sinh    | 1         | 2         | 3         | 4         | 5         | 6         | 7         | 8                | 9                                  |
| ----------- | --------- | --------- | --------- | --------- | --------- | --------- | --------- | ---------------- | ---------------------------------- |
| Đăng Quân   | Samba     | DGĐĐ      | Đương đại | Jazz      | DGĐĐ      | Đương đại | Jazz      | Jazz - DGĐĐ      | Jazz - Hiphop - Đương đại - Hiphop |
| Lê Hiếu     | Hiphop    | Đương đại | Chachacha | Jazz      | Đương đại | Rumba     | Đương đại | Jazz - Hiphop    | DGĐĐ - Samba - Jazz - Hiphop       |
| Minh Phượng | DGĐĐ      | Hiphop    | Jazz      | Waltz     | Đương đại | Hiphop    | Đương đại | Jazz - Hiphop    | DGĐĐ - Hiphop - Latin - Đương đại  |
| Thu Phương  | Samba     | DGĐĐ      | Đương đại | Jazz      | DGĐĐ      | Đương đại | Hiphop    | Jazz - Đương đại | Jazz - Samba - DGĐĐ - Đương đại    |
| Minh Thông  | DGĐĐ      | Hiphop    | Jazz      | Waltz     | Đương đại | Jazz      | DGĐĐ      | Jazz - Chachacha |                                    |
| Hồng Hạnh   | Rumba     | Đương đại | Hiphop    | DGĐĐ      | Chachacha | Hiphop    | Jazz      | Jazz - Đương đại |                                    |
| Cát Tường   | Rumba     | Đương đại | Hiphop    | DGĐĐ      | Chachacha | Jazz      | Hiphop    |                  |                                    |
| Kim Phụng   | Đương đại | Zouk      | Hiphop    | Jazz      | DGĐĐ      | Đương đại | Samba     |                  |                                    |
| Tuấn Anh    | Đương đại | Zouk      | Hiphop    | Jazz      | DGĐĐ      | Jazz      |           |                  |                                    |
| Lucie Ngọc  | Hiphop    | Đương đại | Chachacha | Jazz      | Đương đại | Waltz     |           |                  |                                    |
| Trung Hiếu  | Đương đại | Hiphop    | Jazz Funk | DGĐĐ      | Rumba     |           |           |                  |                                    |
| Quế Anh     | Đương đại | Hiphop    | Jazz Funk | DGĐĐ      | Rumba     |           |           |                  |                                    |
| Công Anh    | Jazz      | Hiphop    | Tango     | Đương đại | Hiphop    |           |           |                  |                                    |
| Trúc Anh    | Jazz      | Hiphop    | Tango     | Đương đại | Hiphop    |           |           |                  |                                    |
| Bảo Duy     | Jazz      | Rumba     | Đương đại | Jive      |           |           |           |                  |                                    |
| Thiên Trang | Hiphop    | Jazz      | Đương đại | Jive      |           |           |           |                  |                                    |
| Gia Huy     | DGĐĐ      | Jazz      | Hiphop    |           |           |           |           |                  |                                    |
| Hoàng Oanh  | DGĐĐ      | Jazz      | Hiphop    |           |           |           |           |                  |                                    |
| Nhật Tài    | Hiphop    | Jazz      |           |           |           |           |           |                  |                                    |
| Ngọc Trâm   | Jazz      | Rumba     |           |           |           |           |           |                  |                                    |

## Các đêm thi

### Gặp gỡ top 20
Ngày phát sóng: 12/11/2016
Giám khảo khách mời: Phạm Hương

### Đêm top 20

#### Đêm thi 1
Ngày phát sóng: 19/11/2016
Giám khảo khách mời: Hoàng Thùy Linh
| STT | Cặp đôi                  | Nhạc phẩm                  | Thể loại           | Biên đạo             |
| --- | ------------------------ | -------------------------- | ------------------ | -------------------- |
| 1   | Minh Phượng & Minh Thông | Sàng Sảy                   | Dân gian đương đại | Kiều Lê & Thái Sơn   |
| 2   | Quế Anh & Trung Hiếu     | Love more (remix)          | Đương đại          | Hani Abaza           |
| 3   | Ngọc Trâm & Bảo Duy      | Simply the best            | Jazz               | Sabra Johnson        |
| 4   | Hoàng Oanh & Gia Huy     | Hát ví sông Lam            | Dân gian đương đại | Kiều Lê & Thái Sơn   |
| 5   | Lucie Ngọc & Minh Hiếu   | Singing in the rain        | Hiphop             | Đình Hải (Hải 2D)    |
| 6   | Hồng Hạnh & Cát Tường    | Mơ hồ                      | Rumba              | Thảo Uyên & Minh Tân |
| 7   | Thiên Trang & Nhật Tài   | The antidote               | Hiphop             | Đình Hải             |
| 8   | Trúc Anh & Công Anh      | Like a feather             | Jazz               | Sabra Johnson        |
| 9   | Kim Phụng & Tuấn Anh     | Black space (Rhodes cover) | Đương đại          | Hani Abaza           |
| 10  | Thu Phương & Đăng Quân   | Light it up                | Samba              | Hoàng Khải           |

#### Đêm thi 2
Ngày phát sóng: 26/11/2016
Giám khảo khách mời: Thủy Tiên
| STT | Cặp đôi                  | Nhạc phẩm                                   | Thể loại           | Biên đạo                | Kết quả từ tuần trước |
| --- | ------------------------ | ------------------------------------------- | ------------------ | ----------------------- | --------------------- |
| 1   | Trúc Anh & Công Anh      | Don't let me down                           | Hiphop             | Dương Anh Mỹ            | An toàn               |
| 2   | Kim Phụng & Tuấn Anh     | Đừng ngoảnh lại (Deephouse Remix)           | Zouk               | Quang Thịnh & Khánh Thu | An toàn               |
| 3   | Hồng Hạnh & Cát Tường    | Time slows down when you walk into the room | Đương đại          | Hani Abaza              | Cát Tường nguy hiểm   |
| 4   | Hoàng Oanh & Gia Huy     | Blue                                        | Jazz               | Tân Nguyễn              | An toàn               |
| 5   | Ngọc Trâm & Bảo Duy      | Photograph                                  | Rumba              | Hoàng Khải              | Ngọc Trâm nguy hiểm   |
| 6   | Thu Phương & Đăng Quân   | Bánh trôi nước                              | Dân gian đương đại | Thúy Hằng               | An toàn               |
| 7   | Minh Phượng & Minh Thông | But Dear                                    | Hiphop             | Mai Tinh Vy             | An toàn               |
| 8   | Thiên Trang & Nhật Tài   | Sinnerman                                   | Jazz               | Hani Abaza              | Nguy hiểm             |
| 9   | Lucie Ngọc & Minh Hiếu   | Tôi                                         | Đương đại          | Thúy Hằng               | An toàn               |
| 10  | Quế Anh & Trung Hiếu     | Where they from                             | Hiphop             | Sơn Lâm & Minh Thiện    | Nguy hiểm             |

#### Solo 30s
| STT | Thí sinh    | Kết quả |
| --- | ----------- | ------- |
| 1   | Ngọc Trâm   | Bị loại |
| 2   | Cát Tường   | Đi tiếp |
| 3   | Thiên Trang | Đi tiếp |
| 4   | Nhật Tài    | Bị loại |
| 5   | Quế Anh     | Đi tiếp |
| 6   | Trung Hiếu  | Đi tiếp |

### Đêm top 18 - Top Hit & EDM
Ngày phát sóng: 03/12/2016
Giám khảo khách mời: Đoan Trang
| STT | Cặp đôi                  | Nhạc phẩm                          | Thể loại  | Biên đạo                             | Kết quả từ tuần trước |
| --- | ------------------------ | ---------------------------------- | --------- | ------------------------------------ | --------------------- |
| 1   | Thu Phương & Đăng Quân   | Hello (Laibert remix)              | Đương đại | Đình Lộc & Xuân Thảo                 | An toàn               |
| 2   | Hoàng Oanh & Gia Huy     |                                    | Hiphop    | Đức Việt & Gia Linh                  | Nguy hiểm             |
| 3   | Lucie Ngọc & Lê Hiếu     | A littte party never killed nobody | Chachacha | Thảo Uyên & Minh Tân                 | An toàn               |
| 4   | Quế Anh & Trung Hiếu     | How deep is your love              | Jazz Funk | Đình Lộc & Xuân Thảo                 | Trung Hiếu nguy hiểm  |
| 5   | Hồng Hạnh & Cát Tường    | We don't talk anymore (remix)      | Hiphop    | Đình Hải (Hải 2D)                    | Hồng Hạnh được cứu    |
| 6   | Trúc Anh & Công Anh      |                                    | Tango     | Nhã Uyên & Đức Tiến                  | An toàn               |
| 7   | Minh Phượng & Minh Thông | Túp lều lý tưởng                   | Jazz      | John Huy Trần & Hữu Phước (BBoi Lee) | An toàn               |
| 8   | Thiên Trang & Bảo Duy    | Never be like you                  | Đương đại | Hải Anh & Hà Lộc                     | Nguy hiểm             |
| 9   | Kim Phụng & Tuấn Anh     | Don't hold the wall                | Hiphop    | Đỉnh Hải (Hải 2D)                    | An toàn               |

#### Solo 30s
| STT | Thí sinh    | Kết quả |
| --- | ----------- | ------- |
| 1   | Hoàng Oanh  | Bị loại |
| 2   | Gia Huy     | Bị loại |
| 3   | Trung Hiếu  | Đi tiếp |
| 4   | Thiên Trang | Đi tiếp |
| 5   | Bảo Duy     | Đi tiếp |

### Đêm top 16
Ngày phát sóng: 10/12/2016
Giám khảo khách mời: Lâm Vinh Hải
| STT | Cặp đôi                  | Nhạc phẩm                        | Thể loại           | Biên đạo             | Kết quả từ tuần trước |
| --- | ------------------------ | -------------------------------- | ------------------ | -------------------- | --------------------- |
| 1   | Minh Phượng & Minh Thông | I won't give up                  | Waltz              | Trent & Gordon       | Minh Phượng nguy hiểm |
| 2   | Lucie Ngọc & Lê Hiếu     | Heathens                         | Jazz               | Ryan Tan             | An toàn               |
| 3   | Hồng Hạnh & Cát Tường    | Dân gian H'mong                  | Dân gian đương đại | Xuân Chiến           | An toàn               |
| 4   | Kim Phụng & Tuấn Anh     | Làm người yêu anh nhé baby       | Jazz               | Đình Lộc & Xuân Thảo | Tuấn Anh nguy hiểm    |
| 5   | Thiên Trang & Bảo Duy    | Blue shude shoes                 | Jive               | Trent & Gordon       | Nguy hiểm             |
| 6   | Thu Phương & Đăng Quân   | Lose control                     | Jazz               | Ryan Tan             | Đăng Quân được cứu    |
| 7   | Quế Anh & Trung Hiếu     | Chờ chồng                        | Dân gian đương đại | Xuân Chiến           | An toàn               |
| 8   | Trúc Anh & Công Anh      | Cho anh gần em thêm chút nữa OST | Đương đại          | Hải Anh & Hà Lộc     | Trúc Anh được cứu     |

#### Solo 30s
| STT | Thí sinh    | Kết quả |
| --- | ----------- | ------- |
| 1   | Minh Phượng | Đi tiếp |
| 2   | Tuấn Anh    | Đi tiếp |
| 3   | Thiên Trang | Bị loại |
| 4   | Bảo Duy     | Bị loại |

### Đêm top 14
Ngày phát sóng: 10/12/2016
Giám khảo khách mời: Hoàng Thùy Linh
Trong đêm top 14, BGK chọn 1 nam, 1 nữ đi tiếp và 2 nam, 2 nữ bị loại. Bắt đầu từ đêm thi này, Trấn Thành quay trở lại dẫn chương trình thay thế Chí Thiện & Chibi Hoàng Yến.

#### Bài nhảy đôi
| STT | Cặp đôi                  | Nhạc phẩm             | Thể loại           | Biên đạo          | Kết quả từ tuần trước |
| --- | ------------------------ | --------------------- | ------------------ | ----------------- | --------------------- |
| 1   | Hồng Hạnh & Cát Tường    | If it ain't love      | Chachacha          | Trent & Gordon    | An toàn               |
| 2   | Kim Phụng & Tuấn Anh     | Độc tấu đàn tranh     | Dân gian đương đại | Kiều Lê           | An toàn               |
| 3   | Quế Anh & Trung Hiếu     | Secret love song      | Rumba              | Trent & Gordon    | Nguy hiểm             |
| 4   | Minh Phượng & Minh Thông | Mơ                    | Đương đại          | Hải Anh & Hà Lộc  | Minh Phượng nguy hiểm |
| 5   | Trúc Anh & Công Anh      | Nắm lấy tay anh Remix | Hiphop             | Đình Hải (Hải 2D) | Nguy hiểm             |
| 6   | Thu Phương & Đăng Quân   | Lý cây bông           | Dân gian đương đại | Kiều Lê           | Đăng Quân nguy hiểm   |
| 7   | Lucie Ngọc & Lê Hiếu     | Lời mẹ hát            | Đương đại          | John Huy Trần     | An toàn               |

#### Solo 30s
| STT | Thí sinh    | Kết quả |
| --- | ----------- | ------- |
| 1   | Quế Anh     | Bị loại |
| 2   | Minh Phượng | Đi tiếp |
| 3   | Trúc Anh    | Bị loại |
| 4   | Trung Hiếu  | Bị loại |
| 5   | Đăng Quân   | Đi tiếp |
| 6   | Công Anh    | Bị loại |

### Đêm top 10 - Nhạc Việt
Ngày phát sóng: 17/12/2016
Giám khảo khách mời: Chí Anh
Kể từ vòng top 10 trở đi, các thí sinh sẽ được bắt cặp để nhảy với các vũ công ngôi sao - All Stars. Điểm mới này được thực hiện từ mùa 4 để giúp thí sinh có thêm nhiều trải nghiệm khi nhảy với những vũ công đã thành danh từ 4 mùa trước trở về đây để biên đạo và nhảy cùng thí sinh. Trong đêm này, mỗi thí sinh sẽ dự thi 1 bài. 4 thí sinh (2 nam, 2 nữ) có lượt bình chọn thấp nhất sẽ rơi vào vòng thử thách solo 30s. BGK sẽ chọn 1 nam, 1 nữ rời khỏi cuộc thi.
| STT | Thí sinh    | Bạn nhảy  | Nhạc phẩm           | Thể loại  | Kết quả từ tuần trước |
| --- | ----------- | --------- | ------------------- | --------- | --------------------- |
| 1   | Minh Thông  | Ngọc Anh  | Có nhớ đêm nào      | Jazz      | An toàn               |
| 2   | Lucie Ngọc  | Tuấn Đạt  | Đường xưa           | Waltz     | Nguy hiểm             |
| 3   | Thu Phương  | Hà Lộc    | Phía sau một cô gái | Đương đại | An toàn               |
| 4   | Hồng Hạnh   | Gia Bảo   | Lặng thầm           | Hiphop    | An toàn               |
| 5   | Lê Hiếu     | Thảo Uyên | Dấu mưa             | Rumba     | An toàn               |
| 6   | Tuấn Anh    | Lan Nhi   | Xin anh đừng        | Jazz      | Nguy hiểm             |
| 7   | Kim Phụng   | Đình Lộc  | Anh cứ đi đi        | Đương đại | Nguy hiểm             |
| 8   | Cát Tường   | Xuân Thảo | Đông                | Jazz      | An toàn               |
| 9   | Đăng Quân   | Hải Anh   | Dư âm               | Đương đại | Nguy hiểm             |
| 10  | Minh Phượng | Anh Mỹ    | Gạt đi nước mắt     | Hiphop    | An toàn               |

#### Solo 30s
| STT | Thí sinh   | Kết quả |
| --- | ---------- | ------- |
| 1   | Lucie Ngọc | Bị loại |
| 2   | Kim Phụng  | Đi tiếp |
| 3   | Tuấn Anh   | Bị loại |
| 4   | Đăng Quân  | Đi tiếp |

### Đêm top 8 - Nhạc Việt
Ngày phát sóng: 31/12/2016
Giám khảo khách mời: Lan Khuê
Trong đêm nay, 8 thí sinh sẽ tiếp tục bắt cặp với các vũ công ngôi sao - All Stars. Tuy nhiên, các thí sinh sẽ không kết hợp theo trình tự 1 nam, 1 nữ nữa, mà họ phải bốc thăm để xem mình nhảy với ai. Sẽ có trường hợp nam - nữ nhảy với nhau hoặc nam nhảy với nam hay nữ nhảy với nữ. 4 thí sinh (2 nam, 2 nữ) có bình chọn thấp nhất sẽ tham gia thử thách quyết định solo 30s. Từ 4 thí sinh, BGK sẽ quyết định 1 nam, 1 nữ rời khỏi cuộc thi.
| STT | Thí sinh    | Bạn nhảy   | Nhạc phẩm                | Thể loại           | Biên đạo                   | Kết quả từ tuần trước |
| --- | ----------- | ---------- | ------------------------ | ------------------ | -------------------------- | --------------------- |
| 1   | Cát Tường   | Hữu Phước  | Lột xác                  | Hiphop             | Đình Hải (Hải 2D)          | Nguy hiểm             |
| 2   | Kim Phụng   | Tuấn Đạt   | My destiny               | Samba              | Thảo Uyên & Minh Tân       | Nguy hiểm             |
| 3   | Lê Hiếu     | Xuân Thảo  | Chuyện như chưa bắt đầu  | Đương đại          | Xuân Thảo & Đình Lộc       | An toàn               |
| 4   | Đăng Quân   | Ngọc Anh   | Sau tất cả (remix)       | Jazz               | Tân Nguyễn                 | Nguy hiểm             |
| 5   | Minh Thông  | Tố Như     | Bèo dạt mây trôi (remix) | Dân gian đương đại | Vĩnh Hiển                  | An toàn               |
| 6   | Minh Phượng | Hà Lộc     | Yêu thương mong manh     | Đương đại          | Hani Abaza                 | An toàn               |
| 7   | Thu Phương  | Quang Đăng | Trò chơi                 | Hiphop             | Mai Tinh Vi                | An toàn               |
| 8   | Hồng Hạnh   | Lan Nhi    | Đường cong               | Jazz               | John Huy Trần & Mạnh Quyền | Nguy hiểm             |

#### Solo 30s
| STT | Thí sinh  | Kết quả |
| --- | --------- | ------- |
| 1   | Kim Phụng | Bị loại |
| 2   | Hồng Hạnh | Đi tiếp |
| 3   | Cát Tường | Bị loại |
| 4   | Đăng Quân | Đi tiếp |

### Đêm top 6
Ngày phát sóng: 07/01/2017
Giám khảo khách mời: Đoan Trang
Trong đêm nay, mỗi thí sinh sẽ thể hiện 3 bài nhảy bao gồm: 1 bài nhảy với 1 thí sinh của chương trình, 1 bài nhảy với 1 vũ công ngôi sao - All Stars và 1 bài solo 30s. Từ đêm nay trở đi, BGK sẽ không còn quyền quyết định thí sinh đi tiếp và bị loại, mà quyết định đó sẽ phụ thuộc vào tin nhắn của khán giả qua tổng đài 8369 và Zalo của chương trình. 2 thí sinh (1 nam, 1 nữ) có bình chọn thấp nhất sẽ bị loại ngay lập tức.

#### Bài nhảy đôi
| STT | Cặp đôi                 | Nhạc phẩm            | Thể loại | Biên đạo                            | Kết quả từ tuần trước                  |
| --- | ----------------------- | -------------------- | -------- | ----------------------------------- | -------------------------------------- |
| 1   | Minh Phượng & Đăng Quân | Bốn chữ lắm          | Jazz     | Xuân Thảo & Đình Lộc                | An toàn                                |
| 2   | Hồng Hạnh & Lê Hiếu     | Yêu dấu theo gió bay | Jazz     | Hani Abaza                          | Hồng Hạnh bị loại, Lê Hiếu an toàn     |
| 3   | Thu Phương & Minh Thông | Kim                  | Jazz     | John Huy Trần, Ngọc Anh, Mạnh Quyền | Thu Phương an toàn, Minh Thông bị loại |

#### Solo 30s
| STT | Thí sinh    | Kết quả từ tuần trước |
| --- | ----------- | --------------------- |
| 1   | Thu Phương  | An toàn               |
| 2   | Minh Thông  | Bị loại               |
| 3   | Hồng Hạnh   | Bị loại               |
| 4   | Lê Hiếu     | An toàn               |
| 5   | Minh Phượng | An toàn               |
| 6   | Đăng Quân   | An toàn               |

#### Bài nhảy với All Stars
| STT | Thí sinh    | Bạn nhảy   | Nhạc phẩm          | Thể loại           | Biên đạo                   | Kết quả từ tuần trước |
| --- | ----------- | ---------- | ------------------ | ------------------ | -------------------------- | --------------------- |
| 1   | Đăng Quân   | Tố Như     | Hoa thơm bướm lượn | Dân gian đương đại | Hải Anh & Hà Lộc           | An toàn               |
| 2   | Minh Phượng | Mạnh Quyền | Radio              | Hiphop             | Mai Tinh Vi                | An toàn               |
| 3   | Hồng Hạnh   | Quang Đăng | Say                | Đương đại          | Hani Abaza                 | Bị loại               |
| 4   | Minh Thông  | Thảo Uyên  | Ăn gì đây          | Chachacha          | Hoàng Khải                 | Bị loại               |
| 5   | Thu Phương  | Hà Lộc     | Lạc nhau           | Đương đại          | John Huy Trần & Hoàng Minh | An toàn               |
| 6   | Lê Hiếu     | Gia Bảo    | Vẽ                 | Hiphop             | Anh Mỹ                     | An toàn               |

### Đêm top 4 & Gala trao giải
Ngày phát sóng: 14/01/2017 & 21/01/2017
Giám khảo khách mời: Minh Hằng & Hoàng Thùy Linh
Trong đêm nay, mỗi thí sinh sẽ thể hiện 6 bài thi gồm: 1 bài nhảy nhóm, 1 bài nhảy solo 30s, 1 bài nhảy với 1 vũ công ngôi sao - All Stars và 3 bài nhảy với 3 thí sinh còn lại của chương trình. Khán giả sẽ có 1 tuần bình chọn bắt đầu từ 20h30 ngày 14/01/2017 đến 21h15 ngày 21/01/2017. Trong đêm gala trao giải mỗi thí sinh sẽ thể hiện thêm 1 bài solo 30s nữa. Kết quả của thí sinh sẽ bao gồm 2 phần: Điểm bình chọn ở tuần trước và điểm bình chọn trong đêm thi chung kết. Hai lượt bình chọn sẽ cộng lại để tìm ra quán quân. Thí sinh có lượt bình chọn cao nhất sẽ nhận danh hiệu: Vũ công được yêu thích nhất. Phần thưởng cho quán quân trị giá 300.000.000 VNĐ. 3 thí sinh còn lại mỗi người nhận 50.000.000 VNĐ.

#### Bài nhảy nhóm
| STT | Thí sinh | Nhạc phẩm             | Thể loại | Biên đạo      |
| --- | -------- | --------------------- | -------- | ------------- |
| 1   | Top 4    | Let Me Think About It | Jazz     | John Huy Trần |

#### Bài nhảy đôi
| STT | Cặp đôi                  | Nhạc phẩm       | Thể loại           | Biên đạo                            |
| --- | ------------------------ | --------------- | ------------------ | ----------------------------------- |
| 1   | Đăng Quân & Thu Phương   | Xin hãy thứ tha | Jazz               | Hani Abaza                          |
| 2   | Lê Hiếu & Minh Phượng    | Giăng tơ        | Dân gian đương đại | Kiều Lê, Thái Sơn, Ngọc Tuấn        |
| 3   | Lê Hiếu & Thu Phương     | Fireball        | Samba              | Quang Thịnh & Khánh Thu             |
| 4   | Đăng Quân & Minh Phượng  | Về nhà ăn Tết   | Hiphop             | Đình Hải & Thy Trần                 |
| 5   | Minh Phượng & Thu Phương | Vết mưa         | Đương đại          | John Huy Trần, Ngọc Anh, Mạnh Quyền |
| 6   | Lê Hiếu & Đăng Quân      | Trống cơm       | Hiphop             | Đình Hải (Hải 2D)                   |

#### Solo 30s
| STT | Thí sinh    |
| --- | ----------- |
| 1   | Lê Hiếu     |
| 2   | Thu Phương  |
| 3   | Đăng Quân   |
| 4   | Minh Phượng |

#### Bài nhảy với All Stars
| STT | Thí sinh    | Bạn nhảy  | Nhạc phẩm        | Thể loại           | Biên đạo                     |
| --- | ----------- | --------- | ---------------- | ------------------ | ---------------------------- |
| 1   | Lê Hiếu     | Ngọc Anh  | Wildlife         | Jazz               | Tân Nguyễn                   |
| 2   | Thu Phương  | Đình Lộc  | Ôi quê tôi       | Dân gian đương đại | Kiều Lê, Thái Sơn, Ngọc Tuấn |
| 3   | Đăng Quân   | Xuân Thảo | Romance de amour | Đương đại          | Hani Abaza                   |
| 4   | Minh Phượng | Phan Hiển | Lạc trôi         | Latin              | Khánh Thi                    |

#### Kết quả chung cuộc
| Thí sinh    | Lượt bình chọn các đợt cộng lại | Vị trí      |
| ----------- | ------------------------------- | ----------- |
| Đăng Quân   | 43,8 (%)                        | Nhà vô địch |
| Lê Hiếu     | 33,5 (%)                        | Á quân      |
| Minh Phượng | 13,2 (%)                        | Hạng 3      |
| Thu Phương  | 10 (%)                          | Hạng 4      |